# Consiglio regionale della Provenza-Alpi-Costa Azzurra
Il Consiglio regionale della Provenza-Alpi-Costa Azzurra (in francese Conseil régional de Provence-Alpes-Côte d'Azur) è l'assemblea deliberativa della regione francese della Provenza-Alpi-Costa Azzurra, collettività territoriale decentrata che agisce sul territorio regionale. È composto da 123 consiglieri regionali eletti per 6 anni a suffragio universale diretto e presieduto da Renaud Muselier dal 2017.
La regione Provenza-Alpi-Costa Azzurra è membro fondatore dell'Euroregione Alpi-Mediterraneo, creata il 10 ottobre 2007.

## Sede
Il Consiglio regionale della Provenza-Alpi-Costa Azzurra si trova presso l'Hôtel de Région situato a Marsiglia, 27 place Jules-Guesde, vicino al distretto di Belsunce. L'Hôtel de Région è servito dalla stazione della metropolitana Colbert - Hôtel de région, sulla linea 1.

## Distribuzione dei seggi
I 123 seggi del Consiglio sono distribuiti per dipartimento come segue:
- 4 consiglieri per le Alpi dell'Alta Provenza
- 4 consiglieri per le Alte Alpi
- 28 consiglieri per le Alpi Marittime
- 47 consiglieri per le Bocche del Rodano
- 27 consiglieri per il Varo
- 13 consiglieri per la Vaucluse

## Fascia
I consiglieri regionali della Provenza-Alpi-Costa Azzurra indossano una fascia bicolore, rossa e oro. A differenza della fascia tricolore dei parlamentari e degli eletti in municipio, l'uso della fascia regionale non è sancito da un testo ufficiale.